# Nina Rodrigues
Nina Rodrigues là một đô thị thuộc bang Maranhão, Brasil. Đô thị này có diện tích 572,513 km², dân số năm 2007 là 9716 người, mật độ 16,97 người/km².